# Réussir sa vie
Pour l’article homonyme, voir Réussir sa vie (film).
Réussir sa vie est une chanson interprétée par l'homme d'affaires français Bernard Tapie et écrite par l'auteur-compositeur-interprète Didier Barbelivien. Elle est réalisée au profit de la fondation Perce-Neige, association française pour l'enfance handicapée créée par Lino Ventura.
La chanson est enregistrée dans le courant de l'année 1985. Elle sort en disque 45 tours sur le label Eddie Barclay la même année, accompagnée en face B d'une chanson intitulée Je t'interdis.